# Planeta desierto

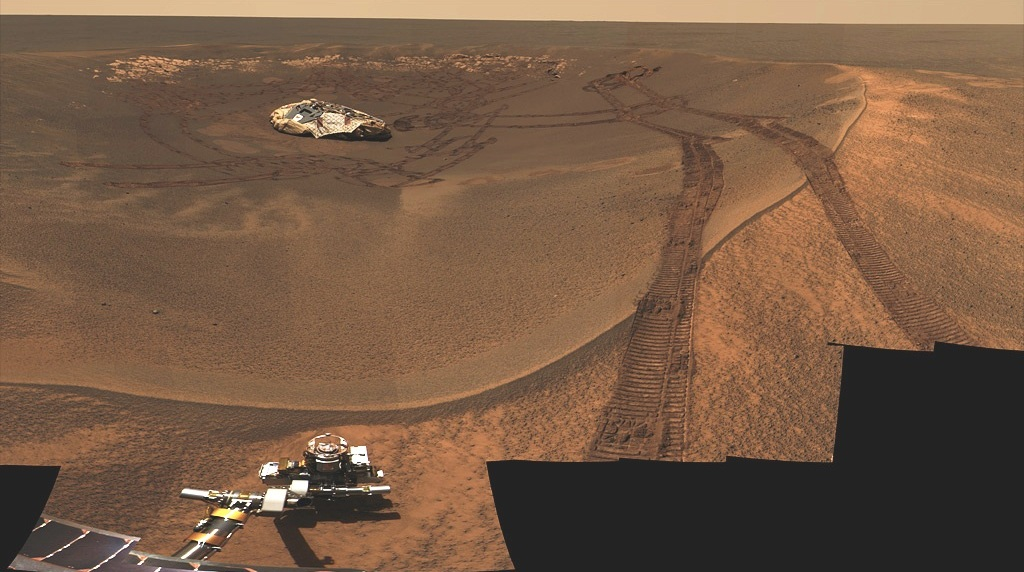
Paisaje en Marte.

Un planeta desierto es un planeta con un único o mayoritario bioma climático, desierto, con poca o ninguna precipitación. Marte es considerado como un planeta desierto por definición, aunque el término se aplica mayoritariamente a planetas que pueden llegar a ser habitables, a diferencia de los planetas estériles.
Es un tema relativamente frecuente en ciencia ficción, el concepto incluye tanto los planetas reales como ficticios, y en ocasiones se acompaña de elementos de despotismo hidráulico. Quizás los ejemplos más famosos de ficción son Arrakis, el ajuste para gran parte de la serie Dune de las novelas de Frank Herbert y Tatooine del universo Star Wars.

## Habitabilidad

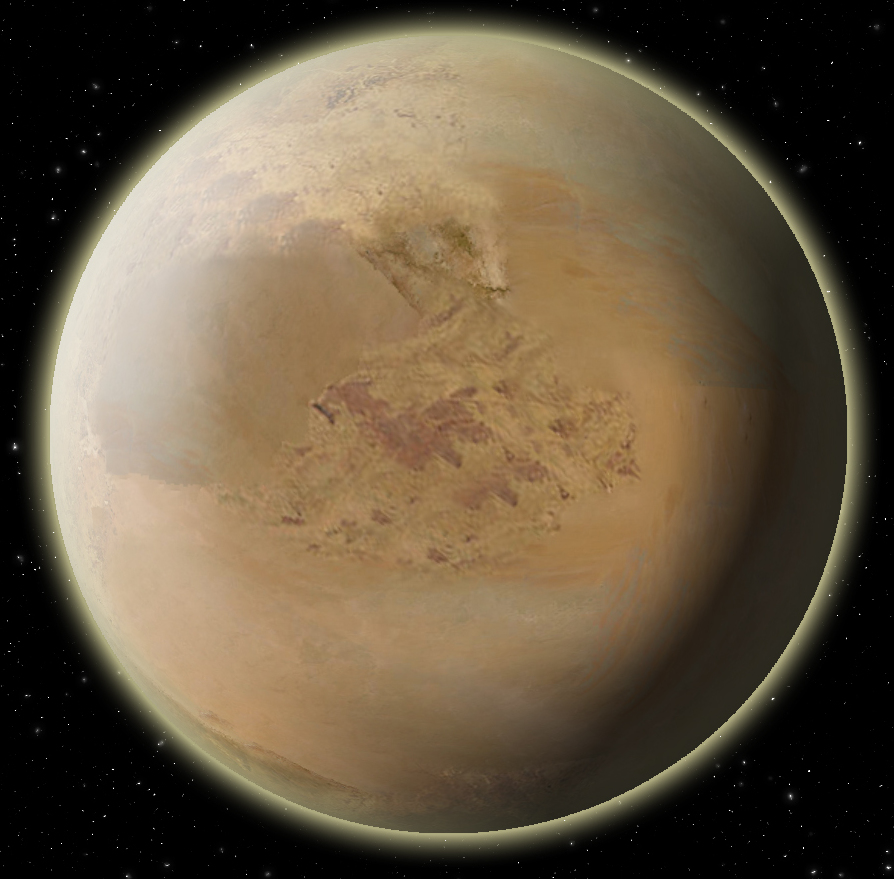
Impresión artística de un planeta desierto.

Un estudio reciente ha sugerido que los planetas desierto no sólo tienen capacidad para albergar vida, sino que podrían ser más comunes que los planetas como la Tierra. Esta predicción se fundamenta en su mayor rango de zona de habitabilidad respecto a los planetas acuosos.
En el mismo estudio también se especula que Venus pudo haber sido un planeta desierto habitable. Se cree que lo mismo pudo haber ocurrido en Marte cuando perdió sus océanos, y que la vida marciana pudo haber existido en épocas más recientes e incluso en nuestros días, refugiada en acuíferos subterráneos. La propia Tierra, como consecuencia del crecimiento del Sol, se convertirá en un planeta desierto en unos mil millones de años.
A pesar de lo que comúnmente se pensaba, un planeta desértico habitable probablemente no tiene por qué tener un clima completamente uniforme. Probablemente tendría cierta cantidad de agua cerca de la superficie de sus polos, aunque el patrón climático dependería en gran medida de otros organismos, a lo largo de la inclinación axial.
El estudio realizado en 2013 llegó a la conclusión de que pueden existir planetas desierto calientes sin efecto invernadero desbocado en 0,5 UA alrededor de estrellas similares al Sol. En ese estudio, se concluyó que se necesita una humedad mínima de 1% de para limpiar el dióxido de carbono de la atmósfera, pero demasiada agua puede actuar en sí misma como un gas de efecto invernadero. Presiones atmosféricas más altas aumentan el rango en el que el agua puede permanecer en estado líquido.